# Xerohippus sinuosus
Xerohippus sinuosus är en insektsart som beskrevs av Boris Petrovich Uvarov 1942. Xerohippus sinuosus ingår i släktet Xerohippus och familjen gräshoppor. Inga underarter finns listade i Catalogue of Life.